# Hedvika
Hedvika (řidčeji také Hedvig) je ženské jméno germánského původu (Haduwig), které znamená „vítězící v boji“.
Svátek slaví podle českého kalendáře 17. října

## Domácí podoby
Dvika, Vika, Heduš, Hedinka, Heduška, Vikinka, Héďa, Heda, Hedvička, Hedvi, Hedvuška

## Užití jména jiných kultur
- Hadewig – starogermánsky
- Hedvig – dánsky, norsky, švédsky
- Hadewych – nizozemsky
- Edwige – francouzsky
- Edvige – italsky
- Jadvyga – litevsky
- Hedda – norsky, švédsky
- Jadwiga – polsky
  - Iga – původně polská zdrobnělina, dnes samostatné jméno
- Hedviga – slovensky

## Statistické údaje
Následující tabulka uvádí četnost jména v ČR a pořadí mezi ženskými jmény ve srovnání dvou roků, pro které jsou dostupné údaje MV ČR – lze z ní tedy vysledovat trend v užívání tohoto jména:
| Rok       | Četnost    | Pořadí   |
| 1999      | 9466       | 88.      |
| 2002      | 8888       | 89.      |
| Porovnání | o 578 méně | o 1 hůře |
| 2006      | 7708       | 97.      |

Změna procentního zastoupení tohoto jména mezi žijícími ženami v ČR (tj. procentní změna se započítáním celkového úbytku žen v ČR za sledované tři roky 1999-2002) je -5,4%, což svědčí o poměrně značném poklesu obliby tohoto jména.

## Známé nositelky jména
- Svatá Hedvika Slezská – slezská kněžna z rodu Andechsů
- Svatá Hedvika z Anjou (1374–1399) – polská královna
- Hedvika – sova Harryho Pottera

jméno s predikátem
- Hedvika Anhaltská († 1259)
- Hedvika Eleonora Holštýnsko-Gottorpská
- Hedvika Falcko-Sulzbašská
- Hedvika z Gudensbergu
- Hedvika Habsburská († 1286) – markraběnka braniborská
- Hedvika Kališská
- Hedvika Lehnická
- Hedvika Mazovská
- Hedvika Minsterberská
- Hedvika Přemyslovna – více osob, rozcestník
- Hedvika Rakouská (1896–1970) – rakouská arcivévodkyně, uherská a česká princezna
- Hedvika Saská († 958)
- Hedvika ze Schaunberga
- Hedvika Slezská
- Hedvika Šlesvicko-Holštýnsko-Gottorpská
- Hedvika Zaháňská († 1390) – polská královna
- Hedvika Žofie Švédská (1681–1708)

další
- Heda Bartíková – česká redaktorka a spisovatelka (27. března 1944)
- Heda Čechová – československá rozhlasová a televizní hlasatelka (* 17. července 1928)
- Hedy Lamarr – rakouská herečka
- Hedda Gabler – postava z Ibsenova románu
- sova Hedvika – fiktivní sova z knih o Harrym Potterovi
- Hedvika Valentová – fiktivní postava ze seriálu První republika, hrála ji Jana Štěpánková
- Hedvika – královská kuchařka z pohádky Tajemství staré bambitky, hrála ji Vilma Cibulková
- Iga Świąteková – polská tenistka